# George Curzon (1er marquis Curzon de Kedleston)
Pour les articles homonymes, voir Curzon (homonymie) et George Curzon (acteur).
George Nathaniel Curzon, né le 11 janvier 1859 à Kedleston et mort le 20 mars 1925 à Londres, 1er marquis Curzon de Kedleston, est un homme politique britannique, affilié au Parti conservateur. Il est vice-roi des Indes de 1899 à 1905, puis secrétaire d'État aux Affaires étrangères de 1919 à 1924. 
Il a donné son nom à la ligne Curzon, tracé qui a servi à fixer la frontière entre la Pologne et l'URSS à l'issue de la guerre soviéto-polonaise (février 1919 - mars 1921).

## Biographie

### Jeunesse
Curzon naît en 1859 dans le manoir familial de Kedleston Hall. Il est le premier des douze enfants d'Alfred Curzon, 4e baron Scarsdale (1831-1916). De 1872 à 1878, il étudie au collège d'Eton. Il est ensuite envoyé au Balliol College (Oxford).

### Politiques
En 1886, il est élu député de Southport pour le Parti conservateur. Il est nommé sous-secrétaire d'État aux Indes en 1891, puis sous-secrétaire aux Affaires étrangères et conseiller privé (1895). Durant cette période, il fait de fréquents voyages en Asie. Il est désigné vice-roi des Indes en 1898, poste qu'il occupe jusqu'en 1905. En 1904, il reçoit également la charge honorifique de gouverneur des Cinq-Ports.
En 1916, il entre au cabinet de guerre du Premier ministre Lloyd George et devient secrétaire d'État aux Affaires étrangères en 1919. C'est à ce titre qu'il propose le tracé de la ligne Curzon pour tenter de mettre fin à la guerre soviéto-polonaise opposant la Pologne à la Russie soviétique de 1919 à 1921. 
En 1920, par le mariage de sa fille, il devient le beau-père de Sir Oswald Mosley, devenu plus tard chancelier du duché de Lancastre (1929-1930), puis célèbre chef de l'extrême droite britannique. Il est également le père d'Irene Curzon qui hérite de son titre mineur (2e baronne Ravensdale) et siège à la Chambre des lords.

### Gouvernement des Indes
En 1899, Curzon, alors vice-roi des Indes (et ayant été fait « baron Curzon of Kedleston » en 1898, ce qui va être la dernière création dans la pairie d'Irlande), tente de prendre contact avec un gouvernement responsable du Tibet, mais nul ne répond à cette sollicitation, ce qui conduit à l'expédition militaire britannique au Tibet (1903-1904), laquelle se conclut par le traité de Lhassa (1904). 
Par ailleurs, l'administration du baron Curzon est marquée par la grande famine de 1899-1900 qui fait entre 1 et 4,5 millions de morts dans le Nord et le Centre de l'Inde.

## Citations
Quelques citations attribuées à Lord Curzon :
- L'empire britannique est « the greatest unalloyed force for good the world has ever known »[1].
- « Nous considérons la soi-disant suzeraineté de la Chine sur le Tibet comme une fiction constitutionnelle, une simulation politique maintenue parce que convenant aux deux parties. »[2],[3].
- « J'aime parfois me représenter ce grand édifice impérial sous la forme d'une énorme structure, comme quelque "Palais des Arts" de Tennyson, dont les fondations sont dans ce pays, où elles ont été posées, et doivent être maintenues par des mains anglaises, mais dont les colonies sont des piliers et, très haut, au-dessus flotte l'immensité d'un dôme asiatique »[4].

## Honneurs et décorations
- Chevalier de l'ordre de la Jarretière
- Grand-croix de l'ordre de l'Étoile d'Inde
- Grand-croix de l'ordre de l'Empire des Indes
- Baron (1898), puis comte (1911) puis marquis (1921) Curzon de Kedleston
- Vicomte Scarsdale et baron Ravensdale (1911)
- Comte de Kedleston (1921).

## Postérité
Dans le film historique et biographique norvégien Voyage au bout de la Terre (Amundsen), réalisé par Espen Sandberg et sorti en 2019, son rôle est interprété par Adrian Lukis .

## Œuvres (sélection)
- « L'Inde entre deux feux », in Revue britannique, août 1893
- Lord Curzon aux Indes : sélection de ses discours (1899-1905), Flammarion, 1907